# Antoine Elwart

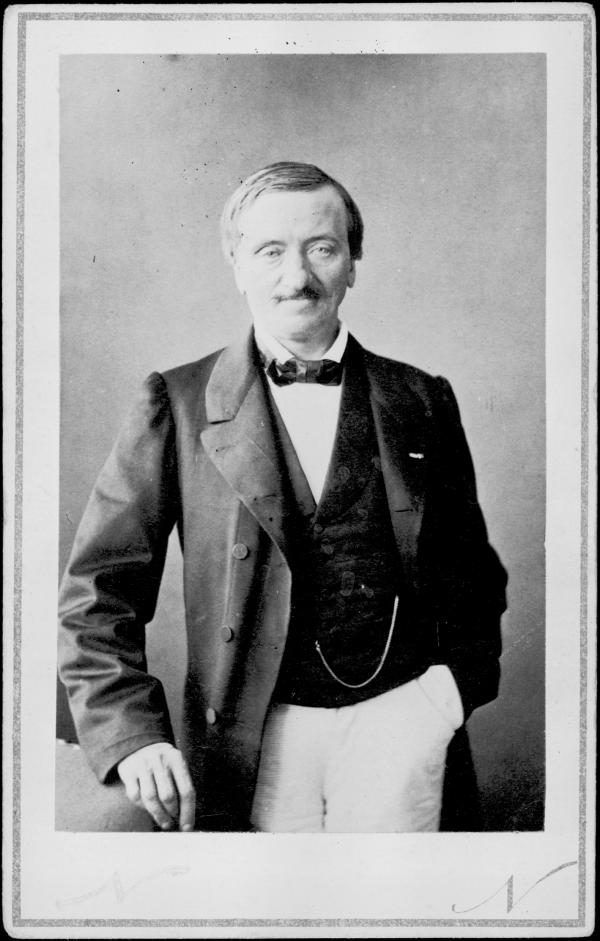
Antoine Elwart.

Antoine-Aimable-Élie Elwart, född den 19 november 1808 i Paris, död där den 14 oktober 1877, var en fransk musiker.
Elwart studerade för Jean-François Lesueur och François-Joseph Fétis, vann 1834 stora Rompriset och var 1840–1871 professor vid konservatoriet i Paris. Bland hans många kompositioner kan nämnas operan Les Catalans (1840), oratorierna Noé (1845) och La naissance d'Eve (1846), musik till Euripides Alceste (1847) samt diverse kyrklig och instrumental musik. Dessutom skrev han bland annat Petit manuel d'harmonie (1839; fjärde upplagan 1853), Traité de contrepoint et de la fugue (1840), Histoire de la société des concerts du conservatoire (1860; andra upplagan 1863) och Histoire des concerts populaires de musique classique (1864).